# Антхо
Антхо (вьет. An Thọ) — община в уезде Анлао города Хайфон во Вьетнаме.
Община Антхо имеет площадь 5,66 км², население в 1999 году составляло 5451 человек, плотность населения составляла 963 человека/км².
В Антхо три деревни: Намкхе, Намшон и Чантхань.
Община Антхо граничит:
- на северо-востоке — с общиной Антхай,
- на севере — с общиной Мидык,
- на северо-западе — с общиной Тьентханг,
- на юго-западе — с уездом Тьенланг,
- на юго-востоке — с уездом Кьентхюи.

## Кухня
В общине есть особое блюдо — «нэм тюа Антхо» (вьет. nem chua An Thọ), кислый блинчик с начинкой из кожи и шейки свинины в клейком рисе или, в настоящее время чаще, в листе банана. Он похож на нэм тюа Тханьхоа, но отличается способом обработки мяса. В общине более десяти домохозяйств производят эти блинчики для рынка Хайфона.